# Don't Cry
Don't Cry es una power ballad de la banda estadounidense Guns N' Roses. Según el vocalista Axl Rose fue la primera canción escrita desde la creación de la banda. Una de las pocas mientras todavía Tracii Guns, Ole Beich y Rob Gardner pertenecían al grupo.
Existen dos versiones de la canción: una con la letra original, que se encuentra en el disco Use Your Illusion I, siendo la cuarta de este álbum y otra con una letra alternativa a la original, la cual se encuentra en el disco Use Your Illusion II siendo en este álbum la decimotercera pista.
La diferencia entre una y otra versión está en las pistas vocales de Axl Rose, el resto de la canción (solo de guitarra, velocidad y coro) es exactamente igual en ambas versiones.
Una tercera versión de esta canción fue grabada en 1986 durante las sesiones de grabación de Appetite for Destruction.

## Lista de canciones
1. «Don't Cry» (Original) - 4:44
2. «Don't Cry» (Alt. Lyrics) - 4:44
3. «Don't Cry» (Demo) - 4:41

## La canción
La canción presenta a Shannon Hoon (vocalista del grupo Blind Melon), quien creció en el mismo lugar que Rose (Indiana) en los coros de fondo. También aparece en el vídeo de la canción.
Considerado como una parte de los dos discos, "Don't Cry" fue el primer corte escrito por Guns N' Roses, según el cantante Axl Rose, junto con "Estranged" y "November Rain", hicieron una historia compleja inspirada en la historia de Del James "Without You", siendo esta la primera parte de la trilogía.
Axl afirma que la canción trata sobre una chica con la cual él y Izzy Stradlin solían salir. Una noche mientras Axl se encontraba sentado afuera de The Roxy, esta chica (que en ese momento salía con Axl), decidió terminar con él. Axl comenzó a llorar mientras ella le repetía "Don't cry". Axl e Izzy la noche siguiente escribieron la canción en cinco minutos. Fue la primera canción escrita para Guns N´ Roses por Axl e Izzy. Axl también le dedicó la canción "Rocket queen" a esta misma mujer, que además retrató en un tatuaje que lleva sobre su brazo derecho.

## Video musical
El video trata sobre los avatares del protagonista con su mujer y con la batalla interna de sus emociones. Aunque es un radical giro de lo que los fanes están acostumbrados, es aun así visto como uno de los mejores vídeos de la banda producidos en su corto periodo unidos.
El guitarrista Izzy Stradlin, quien es uno de los coautores de la canción, no aparece en el video, pero el teclista Dizzy Reed puede ser visto con una nota escrita a mano en su espalda que dice "Where's Izzy" (minuto 1:13 del video), y sale durante todo el video mirando hacia los altavoces y no se le puede ver la cara, Axl puede ser visto muy a menudo, y sobre el mismo momento del vídeo, llevando una gorra de los St. Louis Cardinal, equipo de béisbol. Esto puede ser una referencia al infame incidente de 1991 en el cual Rose se lanzó a la multitud de St. Louis en mitad la canción Rocket queen después de que un hombre con una videocámara les estuviera grabando. Además durante las escenas del edificio, Axl lleva puesta una playera con la portada del álbum Ritual de lo habitual de la banda Jane's Addiction. También se le puede apreciar que Axl usa una playera de los Red Hot Chili Peppers y una gorra azul de Nirvana al lado izquierdo de Axl en el minuto 3:46 del vídeo. También podemos ver al final del vídeo que hay una nota diciendo hay mucho por hacer. Algunos dicen que es porque Izzy Stradlin se fue de la banda y todavía faltaba mucha historia que en parte sería "November Rain" y "Estranged" que está en el minuto 5:02.
También se puede ver que el guitarrista Slash está con su novia en su coche, aparentemente se ve que se están peleando cuando de repente caen a un barranco y el coche explota en el minuto 3:05, tres segundos más tarde sale Slash tocando el solo de la canción.